# Francesco Saverio Grue
Francesco Saverio Grue (Castelli, 11 settembre 1731 – Napoli, 1800) è stato un ceramista italiano.

## Biografia
Francesco Saverio Grue, detto brevemente Saverio, era figlio del ceramista castellano Francesco Antonio Saverio  e fu l'ultimo grande ceramista della sua famiglia. Visse da bambino a Napoli e vi tornò nel 1747. Insieme al fratello Vincenzo, ne ottenne la cittadinanza dal Re Carlo III di Borbone. Negli anni 1754-1755 è presente come lavorante, presso la Reale Fabbrica di maioliche a Caserta, dove dipinge vasellame "all'uso d'Abruzzo", cioè con paesaggi.
Nel 1758 Saverio lavorava nella Real Fabbrica di porcellana di Portici, con un soldo di 15 ducati al mese. A Napoli sposò Anna Russo, dalla quale ebbe Francesco Antonio, che si laureò in legge nel 1798. Di tanto in tanto, per pochi mesi, tornava a Castelli.
Nel 1794 era direttore del dipartimento ceramica e nel 1798 chiese l'assunzione di suo figlio, come  "aiutante senza soldo". La morte di Saverio avvenne prima di febbraio 1800, quando la vedova chiese un sussidio alla direzione della manifattura. Il figlio Francesco Antonio visse ad Atri.

### Opere e stile

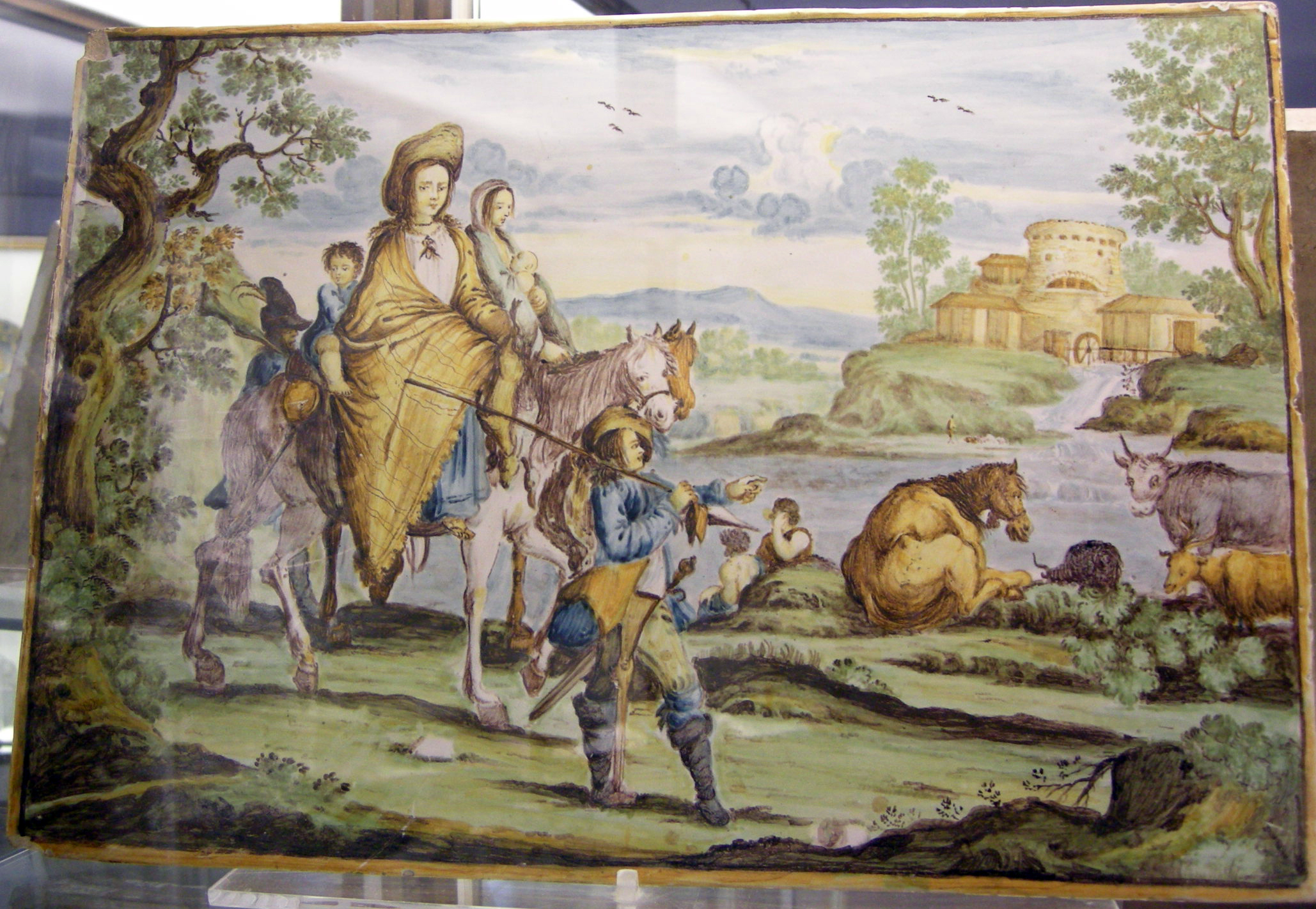
Gli zingari, opera di Francesco Saverio Grue

Francesco Saverio Grue trasse profitto dall'esperienza presso le manifatture reali napoletane, dove maturò un raffinato ed elegante linguaggio artistico e si dotò di tecniche innovative.
Tra le sue maioliche giovanili, la placca ovale con La costruzione della torre di Babele, conservata al Museo nazionale di San Martino e datata 1755, è ancora ispirata alla grande tradizione barocca della ceramica castellana.
Negli anni successivi egli poté osservare a Napoli porcellane francesi e germaniche e ne subì il fascino: semplificò le scene, dipingendo poche figure ma con una tavolozza ricca e lieve, come si nota in alcune mattonelle con scene di vita agreste. Venne anche a contatto con la porcellana cinese e, secondo il gusto settecentesco, dipinse peonie, crisantemi e narcisi, a punta di pennello, su un fondo bianco. Di sua mano è forse il piatto del Museo del Palazzo di Venezia a Roma, con un vaso di fiori e con farfalle, su fondo azzurrino.